# Montembuòu
Montembuòu (en francès Montembœuf) és un municipi francès situat al departament del Charente i a la regió de la Nova Aquitània. L'any 2007 tenia 693 habitants.

## Demografia

### Població
El 2007 la població de fet de Montembœuf era de 693 persones. Hi havia 340 famílies de les quals 140 eren unipersonals (84 homes vivint sols i 56 dones vivint soles), 88 parelles sense fills, 88 parelles amb fills i 24 famílies monoparentals amb fills.
La població ha evolucionat segons el següent gràfic:
Habitants censats

### Habitatges
El 2007 hi havia 451 habitatges, 337 eren l'habitatge principal de la família, 78 eren segones residències i 37 estaven desocupats. 394 eren cases i 49 eren apartaments. Dels 337 habitatges principals, 217 estaven ocupats pels seus propietaris, 104 estaven llogats i ocupats pels llogaters i 15 estaven cedits a títol gratuït; 29 tenien una cambra, 23 en tenien dues, 62 en tenien tres, 88 en tenien quatre i 134 en tenien cinc o més. 260 habitatges disposaven pel capbaix d'una plaça de pàrquing. A 164 habitatges hi havia un automòbil i a 106 n'hi havia dos o més.

### Piràmide de població
La piràmide de població per edats i sexe el 2009 era:
| Homes | Edats   | Dones |
| ----- | ------- | ----- |
| 0     | 95 o +  | 0     |
| 0     | 90 a 94 | 4     |
| 4     | 85 a 89 | 8     |
| 4     | 80 a 84 | 8     |
| 36    | 75 a 79 | 36    |
| 16    | 70 a 74 | 32    |
| 8     | 65 a 69 | 20    |
| 16    | 60 a 64 | 8     |
| 8     | 55 a 59 | 16    |
| 4     | 50 a 54 | 12    |
| 24    | 45 a 49 | 12    |
| 44    | 40 a 44 | 28    |
| 20    | 35 a 39 | 32    |
| 24    | 30 a 34 | 28    |
| 16    | 25 a 29 | 24    |
| 24    | 20 a 24 | 4     |
| 20    | 15 a 19 | 32    |
| 20    | 10 a 14 | 12    |
| 16    | 5 a 9   | 28    |
| 28    | 0 a 4   | 4     |

## Economia
El 2007 la població en edat de treballar era de 405 persones, 288 eren actives i 117 eren inactives. De les 288 persones actives 249 estaven ocupades (147 homes i 102 dones) i 39 estaven aturades (10 homes i 29 dones). De les 117 persones inactives 43 estaven jubilades, 23 estaven estudiant i 51 estaven classificades com a «altres inactius».

### Ingressos
El 2009 a Montembœuf hi havia 322 unitats fiscals que integraven 690 persones, la mediana anual d'ingressos fiscals per persona era de 14.881,5 €.

### Activitats econòmiques
Dels 29 establiments que hi havia el 2007, 5 eren d'empreses de construcció, 7 d'empreses de comerç i reparació d'automòbils, 2 d'empreses de transport, 2 d'empreses d'hostatgeria i restauració, 2 d'empreses financeres, 1 d'una empresa immobiliària, 4 d'empreses de serveis, 5 d'entitats de l'administració pública i 1 d'una empresa classificada com a «altres activitats de serveis».
Dels 12 establiments de servei als particulars que hi havia el 2009, 1 era una oficina d'administració d'Hisenda pública, 1 gendarmeria, 1 oficina de correu, 1 una oficina bancària, 2 tallers de reparació d'automòbils i de material agrícola, 1 paleta, 1 lampisteria, 1 empresa de construcció, 1 perruqueria, 1 veterinari i 1 restaurant.
Dels 4 establiments comercials que hi havia el 2009, 1 era una botiga de menys de 120 m², 1 una fleca, 1 una carnisseria i 1 un drogueria.
L'any 2000 a Montembœuf hi havia 26 explotacions agrícoles que ocupaven un total de 900 hectàrees.

## Equipaments sanitaris i escolars
L'únic equipament sanitari que hi havia el 2009 era una farmàcia.
El 2009 hi havia una escola elemental integrada dins d'un grup escolar amb les comunes properes formant una escola dispersa. Montembœuf disposava d'un col·legi d'educació secundària amb 150 alumnes.

## Poblacions més properes
El següent diagrama mostra les poblacions més properes.